# Kleine lookmaskerbij
De kleine lookmaskerbij (Hylaeus leptocephalus) is een vliesvleugelig insect uit de familie Colletidae. De wetenschappelijke naam van de soort is voor het eerst geldig gepubliceerd in 1870 door Morawitz.